# Lhokseumawe
Lhokseumawe (181,06 km²) è una città costiera di circa 180.000 abitanti dell'Indonesia occidentale, situata nell'isola di Sumatra e di fronte allo stretto di Malacca e facente parte della provincia autonoma di Aceh (provincia della parte settentrionale dell'isola).

## Geografia fisica

### Collocazione
Lhokseumawe si trova nella parte centro-orientale della provincia di Aceh, tra  Langsa e Bireuën (rispettivamente a nord-ovest della prima e a sud-est della seconda).

## Società

### Evoluzione demografica
Al censimento del 2014, Lhokseumauwe contava una popolazione pari a 180.200 abitanti. Nel 2010 ne contava invece 171.163.